# Fliehburg
Un fliehburg o castell-refugi (alemany: Fliehburg, o Fluchtburg, Volksburg, Bauernburg o Vryburg) és un lloc defensiu semblant a un castell, generalment envoltat de muralles, però que no està ocupat permanentment i serveix de refugi temporal a la població local quan es veu amenaçada de guerra o atac. En el passat, aquests llocs també es coneixien com a castells gegants (en alemany: Hünenburgen), perquè el seu origen s'atribuïa als gegants.

## Història

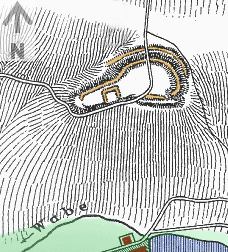
Presumpte castell-refugi: Krimmelburg a Elm, part de les fortificacions de Reitlingsbefestigungen

A Europa, es van treure a la llum multitud de grans jaciments protohistòrics envoltats de moviments de terres mitjançant excavacions arqueològiques, moltes de les quals superen els 100 metres de diàmetre, que es creu que són castells de refugi. Entre les referències històriques antigues, es poden citar els refugis fortificats dels gals qualificats per Cèsar com a oppidum, tot i que en aquests casos també poden ser establiments permanents. Recintes similars (Ringwork en anglès) van ser construïts per les diverses tribus germàniques i eslaves (fins a l'edat mitjana per a aquestes últimes). Aquests sistemes també es coneixen com el turó fortificat (Wallburgen), sent el principal material de construcció la terra, però la fusta i la pedra també s'utilitzen en diversos mètodes de construcció.
Com a regla general, no tenen torretes, però de vegades s'instal·len superestructures semblants als castells d'entrada (com el castell de Bennigsen). Els castells de refugiats d'aquest tipus eren propietat de comunitats agrícoles sense protecció i oferien protecció a la població de la regió en cas d'atac hostil, mentre que els assentaments eren víctimes generalment de saqueigs i destruccions per part dels agressors. La gran mida dels castells de refugi va permetre establir botigues i subministraments en cas de setge.
Més tard, a l'edat mitjana, aquest tipus de castell també van ser construïts pels pagesos locals. Aquests "castells de pagesos" protegien els camperols de les bandes de tropes que assaltaven. Les seves fortificacions generalment tenien poc en comú amb els castells construïts per la noblesa com a residències, però sovint consistien únicament en moviments de terres envoltats de palissades de fusta, situades en llocs convenients per defensar, dalt d'un turó o sobre un esperó.
La majoria dels castells-refugi no són habitatges permanents, i les excavacions arqueològiques solen produir pocs descobriments.
A l'edat mitjana, les esglésies fortificades (Wehrkirchen) i les esglésies de fortaleses (Kirchenburgen) també actuaven com a castells-refugi. Es van utilitzar principalment com a esglésies del poble, però les seves fortificacions també les van fer adequades com a refugis temporals per als vilatans. El mur del cementiri, dissenyat originalment per protegir el cementiri, es podia transformar en un mur defensiu (Wehrmauer) i fins i tot el campanar podria tenir una funció defensiva.

## A Alemanya
- Allersburg a prop de Loiperstätt, entre Dorfen i Velden (Vils)
- Amelungsburg (Weserbergland)
- Amöneburg (Hessen)
- Babilonie (Wiehen Hills)
- Barenburg a prop d'Springe
- Borlinghausen
- Büraburg (Hesse)
- Bummannsburg a Bergkamen
- Döben
- Dünsberg (Hesse)
- Eresburg
- Eringaburg
- Eiringsburg al sud de Bad Kissingen
- Grotenburg (a través del monument Hermann al Teutobergienses Saltus)
- Heidenlöcher a prop de Deidesheim
- Heidenschanze a prop de Sievern
- Herlingsburg a prop de Schieder-Schwalenberg
- Hohensyburg a Dortmund-Syburg
- Hünenburg (a prop de Hedemünden)
- Isenburg
- Turó tardoromà, Katzenberg, prop de Mayen
- Kukesburg
- Monraburg a prop de Großmonra
- Mettermich (Rhön)
- Plößnitz
- Reitlingsbefestigungen
- Ringwall Venne im Kottenforst a prop de Bonn
- Sachsenberg
- Skidroburg a Schieder-Schwalenberg
- Tönsberg (bosc de Teutberg)
- Tüddern
- Wartberg (Heilbronn)
- Wittekindsburg a prop de Porta Westfalica

## A Àustria
- Castell fortificat a prop de Duel / Paternion (Caríntia):

A prop del castell-refugi d'un turó, un castellum de finals de l'Antiguitat, construït cap al 400 dC, tenia la tasca de protegir el pas de la carretera a la vall de Gailtal, és a dir, que no estava dissenyat principalment per servir com a castell-refugi. Durant les excavacions, juntament amb el sistema de defensa, es va descobrir una església paleocristiana dins del castellum.
- Castell de Kreuzen / Bad Kreuzen (Alta Àustria)